# Francis Jordane
Francis Jordane (Arles-sur-Tech, 29 marzo 1946) è un allenatore di pallacanestro francese.

## Carriera
Ha guidato la Francia a tre edizioni dei Campionati europei (1989, 1991, 1993) e il Marocco a due edizioni dei Campionati africani (2009, 2011).